# Palesisa
Palesisa – rodzaj muchówek z rodziny rączycowatych (Tachinidae).

## Wybrane gatunki
- P. aureola Richter, 1974[1]
- P. maculosa (Villeneuve, 1936)[1][2]
- P. nudioculata Villeneuve, 1929[1][2]